# Фернанду Блаженний
Ферна́нду (порт. Fernando, 29 вересня 1402 — 5 червня 1443) — португальський інфант, адміністратор Авіського ордену (1434—1443). Сеньйор Салватерри-де-Магуша (з 1429). Представник  Авіської династії. Народився у Сантарені, Португалія. Наймолодший син португальського короля Жуана I й англійської принцеси Філіппи Ланкастерської. Брат інфантів Дуарте, Педру, Енріке, Ізабели, Жуана, Афонсу. Взяв участь у Танжерському поході (1437), що закінчився катастрофою. Залишився заручником у Марокко, давши можливість евакуюватися уцілілим португальцям. Через відмову португальського уряду дотримуватися угоди з марокканцями про здачу Сеути, потрапив до в'язниці (1438). Помер у Фесі, Марокко. Його пошматоване тіло повісили на стінах міста. Рештки інфанта згодом по частинах вивезли до Португалії й поховали у Батальському монастирі (1473). Всупереч проханням королівської родини до Святого Престолу офіційно не беатифікований. Вшановується як місцевий святий. Трагічне життя і загибель описані в «Хроніці святого інфанта Фернанду» (1460). Оспіваний у «Лузіадах» (1573) як мученик-патріот, що помер за справу батьківщини. В часи Другої Португальської Республіки вважався одним з національних героїв. Також — Ферна́нду Блаже́нний (порт. Beato Fernando). Прізвисько — святи́й інфа́нт (порт. o Infante Santo).

## Біографія

### Молодість
Фернанду народився 29 вересня 1402 року в Сантарені, Португалія. Він був шостим, наймолодшим сином португальського короля Жуана І та англійської принцеси Філіппи Ланкастерської. День народження хлопця припав на свято архангела Михаїла, якого він вважав його своїм покровителем.
Фернанду був єдиноутробним братом спадкоємця трону Дуарте (майбутнього короля), коїмбрського герцога Педру, візеуського герцога Енріке, конетабля Жуана, бургундської герцогині Ізабели. Його звідним братом був барселушський граф Афонсу (згодом — браганський герцог), родоначальник Браганського дому.
Фернанду ріс хворобливим юнаком. Матір любила його більше за інших дітей, виховувала побожним й прищепила йому любов до англійського солсберійського обряду. Тим не менш, сам Фернанду вважав себе обділеним долею. Зокрема, через неповноліття інфант пропустив переможний Сеутський похід до Північної Африки 1415 року, в якому взяли участь усі його брати. Він також мав дуже скромні землеволодіння — лише 1429 року його батько дарував йому одну спадкову сеньйорію Салватерри-де-Магуш, а також Атогію в прижиттєве користування. 

### Орденський адміністратор. Танжерський похід
Наприкінці літа 1434 року після смерті Жуана Родрігеша де Секейри, першого адміністратора Авіського ордена, новий король Дуарте призначив Фернанду новим адміністратором. 9 вересня 1434 року папа Євгеній IV видав буллу «Sincere Deuotionis», якою офіційно затвердив це призначення. Понтифік також пропонував Фернанду титул кардинала за умови прийняття чернецтва, але той відмовився від церковної кар'єри. 
1436 року, незадоволений своїм становищем, Фернанду звернувся до брата-короля Дуарте за дозволом поступити на службу до англійського короля Генріха VI. Той, не бажаючи відпускати інфанта, запропонував йому взяти участь у Танжерській експедиції до Марокко, яку готував їхній спільний брат Енріке Мореплавець. За домовленістю з королем неодружений Фернанду визнав своїм спадкоємцем небожа-тезку Фернанду, другого королівського сина і майбутнього герцога Візеуського, якому заповів власне майно у випадку загибелі.
У серпні 1437 року Фернанду вирушив до Танжеру під проводом Енріке Мореплавця. Разом з інфантом слідували його васали, а також лицарі Авіського ордена. Особистий стяг Фернанду прикрашало зображення його патрона — архангела Михаїла.
Всупереч сподіванням Фернанду, Танжерська експедиція закінчилася катастрофою. Протягом вересня португальці не змогли узяти Танжер, а у жовтні опинилися в оточенні великої марокканської армії під проводом візира Абу Захарії Яхьї аль-Ваттасі, що прийшла на підмогу місту. Аби врятувати армію від розгрому, 17 жовтня 1437 року Енріке Мореплавець уклав угоду з візиром. Марокканці дозволи йому евакуювати свої сили в обмін на повернення Сеути, захопленої 1415 року. За умовами угоди інфант Фернанду залишився заручником у танжерського еміра Салаха ібн Салаха. Його мусили звільнити тоді, коли португальці повернуть Сеуту. Перед укладанням угоди Енріке хотів залишитися сам заручником замість брата Фернанду, але члени португальської військової ради заборонили йому це робити.

### Полон
Португальська влада також відкинула можливість такого обміну, і його старшому брату Енріке Мореплавцю довелося залишити Фернандо в Фесі, де той і помер в 1443.
У 1471 його останки були перевезені в монастир Баталья.
У 1470 беатифікований, і Болландісти включили його життєпис в свою працю.

## У культурі
- Життя інфанта Фернандо лягла в основу п'єси Педро Кальдерона «Стійкий принц».
- Зображений на Пам'ятнику великим географічним відкриттям у Лісабоні.

## Сім'я
- Батько: Жуан I (1357—1433), король Португалії (1385—1433)
- Матір: Філіппа (1360—1415), донька ланкастерського герцога Джона Гентського
- Рідні брати і сестри:
  - Бранка (1388—1389), померла немовлям
  - Афонсу (1390—1400), спадкоємець престолу, помер юнаком
  - Дуарте (1391—1438), король Португалії (1433—1438)
  - Педру (1392—1449), герцог Коїмбрський (1415—1449), регент (1439—1449)
  - Енріке (1394—1460), герцог Візеуський (1415—1460), магістр Ордену Христа (1420—1460)
  - Ізабела (1397—1471) ∞ Філіпп III, бургундський герцог
  - Жуан (1400—1442), конетабль Португалії (1431—1442)
- Зведені брати і сестри:
  - Афонсу (1377—1461), герцог Браганський (1442—1461)
  - Беатриса (1380—1439) ∞ 1) Томас Фіцалан, граф Арундельський ; 2) Джон Голланд, граф  Гантінгдонський

### Родовід
|  |                                     |  |  |  |  |  |  |  |  |  |  |  |  |  |  |  |
|  | 8. Афонсу IV, король Португалії     |  |  |  |  |  |  |  |  |  |  |  |  |  |  |  |
|  |                                     |  |  |  |  |  |  |  |  |  |  |  |  |  |  |  |
|  |                                     |  |  |  |  |  |  |  |  |  |  |  |  |  |  |  |
|  | 4. Педру I, король Португалії       |  |  |  |  |  |  |  |  |  |  |  |  |  |  |  |
|  |                                     |  |  |  |  |  |  |  |  |  |  |  |  |  |  |  |
|  |                                     |  |  |  |  |  |  |  |  |  |  |  |  |  |  |  |
|  | 9. Беатриса, кастильська інфанта    |  |  |  |  |  |  |  |  |  |  |  |  |  |  |  |
|  |                                     |  |  |  |  |  |  |  |  |  |  |  |  |  |  |  |
|  |                                     |  |  |  |  |  |  |  |  |  |  |  |  |  |  |  |
|  | 2. Жуан I, король Португалії        |  |  |  |  |  |  |  |  |  |  |  |  |  |  |  |
|  |                                     |  |  |  |  |  |  |  |  |  |  |  |  |  |  |  |
|  |                                     |  |  |  |  |  |  |  |  |  |  |  |  |  |  |  |
|  | 10. невідомо                        |  |  |  |  |  |  |  |  |  |  |  |  |  |  |  |
|  |                                     |  |  |  |  |  |  |  |  |  |  |  |  |  |  |  |
|  |                                     |  |  |  |  |  |  |  |  |  |  |  |  |  |  |  |
|  | 5. Тереза, галісійська шляхтянка    |  |  |  |  |  |  |  |  |  |  |  |  |  |  |  |
|  |                                     |  |  |  |  |  |  |  |  |  |  |  |  |  |  |  |
|  |                                     |  |  |  |  |  |  |  |  |  |  |  |  |  |  |  |
|  | 11. невідомо                        |  |  |  |  |  |  |  |  |  |  |  |  |  |  |  |
|  |                                     |  |  |  |  |  |  |  |  |  |  |  |  |  |  |  |
|  |                                     |  |  |  |  |  |  |  |  |  |  |  |  |  |  |  |
|  | 1. Фернанду, авіський адміністратор |  |  |  |  |  |  |  |  |  |  |  |  |  |  |  |
|  |                                     |  |  |  |  |  |  |  |  |  |  |  |  |  |  |  |
|  |                                     |  |  |  |  |  |  |  |  |  |  |  |  |  |  |  |
|  | 12. Едуард III, король Англії       |  |  |  |  |  |  |  |  |  |  |  |  |  |  |  |
|  |                                     |  |  |  |  |  |  |  |  |  |  |  |  |  |  |  |
|  |                                     |  |  |  |  |  |  |  |  |  |  |  |  |  |  |  |
|  | 6. Джон, ланкастерський герцог      |  |  |  |  |  |  |  |  |  |  |  |  |  |  |  |
|  |                                     |  |  |  |  |  |  |  |  |  |  |  |  |  |  |  |
|  |                                     |  |  |  |  |  |  |  |  |  |  |  |  |  |  |  |
|  | 13. Філіппа, генегауська графиня    |  |  |  |  |  |  |  |  |  |  |  |  |  |  |  |
|  |                                     |  |  |  |  |  |  |  |  |  |  |  |  |  |  |  |
|  |                                     |  |  |  |  |  |  |  |  |  |  |  |  |  |  |  |
|  | 3. Філіппа, англійська принцеса     |  |  |  |  |  |  |  |  |  |  |  |  |  |  |  |
|  |                                     |  |  |  |  |  |  |  |  |  |  |  |  |  |  |  |
|  |                                     |  |  |  |  |  |  |  |  |  |  |  |  |  |  |  |
|  | 14. Генрі, ланкастерський герцог    |  |  |  |  |  |  |  |  |  |  |  |  |  |  |  |
|  |                                     |  |  |  |  |  |  |  |  |  |  |  |  |  |  |  |
|  |                                     |  |  |  |  |  |  |  |  |  |  |  |  |  |  |  |
|  | 7. Бланка, ланкастерська герцогиня  |  |  |  |  |  |  |  |  |  |  |  |  |  |  |  |
|  |                                     |  |  |  |  |  |  |  |  |  |  |  |  |  |  |  |
|  |                                     |  |  |  |  |  |  |  |  |  |  |  |  |  |  |  |
|  | 15. Ізабела, бомонтська баронеса    |  |  |  |  |  |  |  |  |  |  |  |  |  |  |  |
|  |                                     |  |  |  |  |  |  |  |  |  |  |  |  |  |  |  |
|  |                                     |  |  |  |  |  |  |  |  |  |  |  |  |  |  |  |

## Галерея

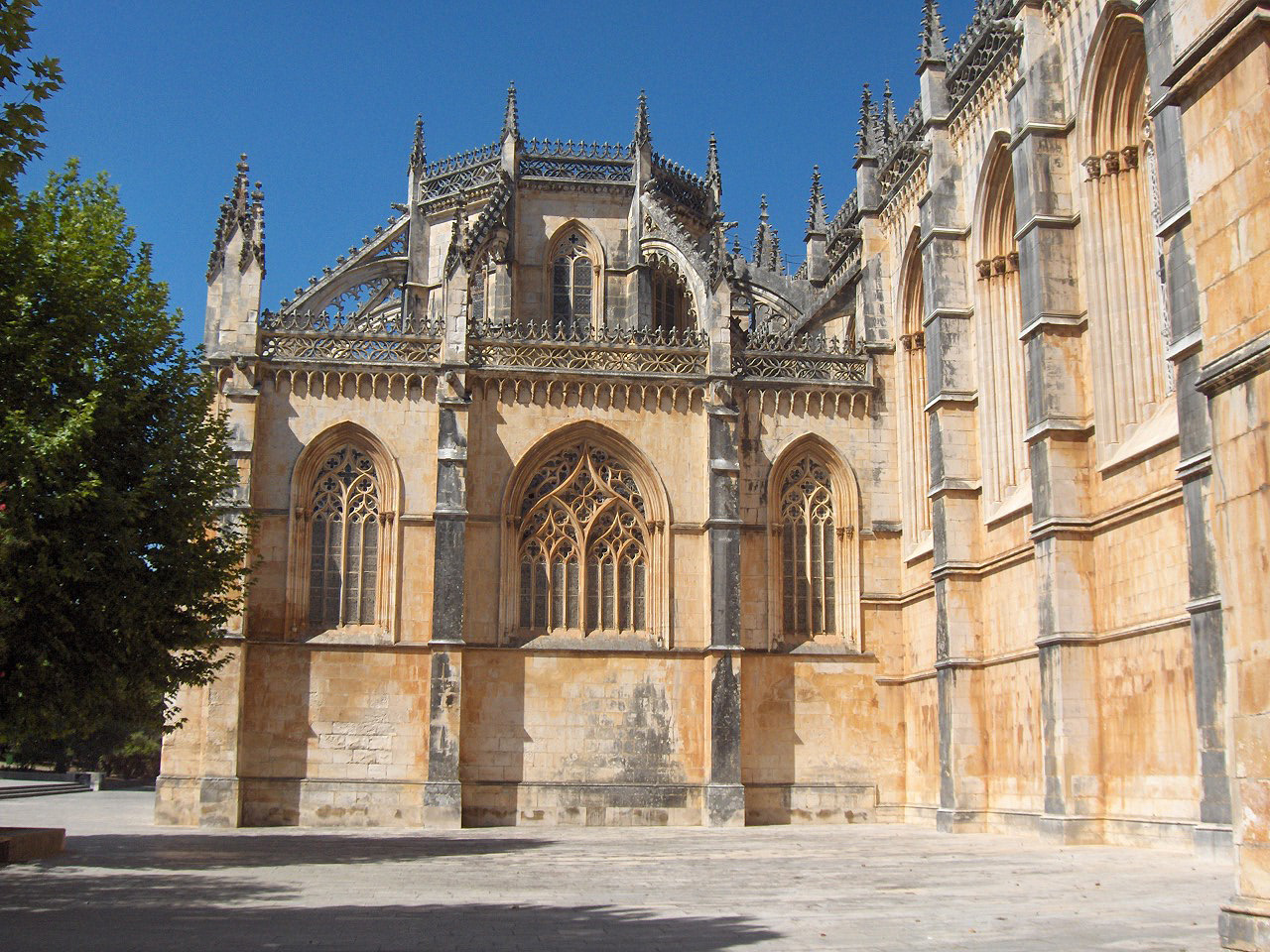
Каплиця, де знаходяться останки Фернандо
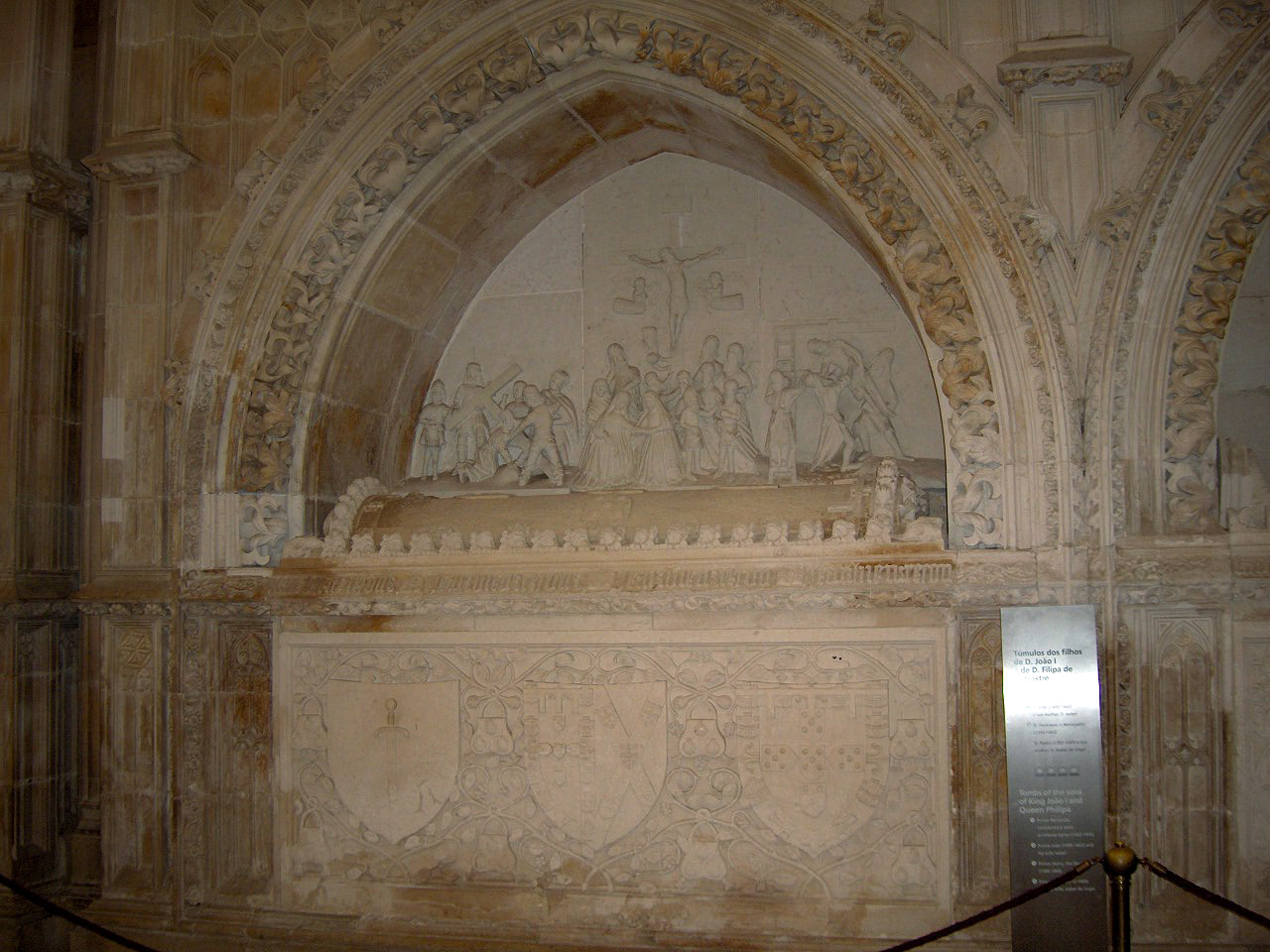
Могила інфанта
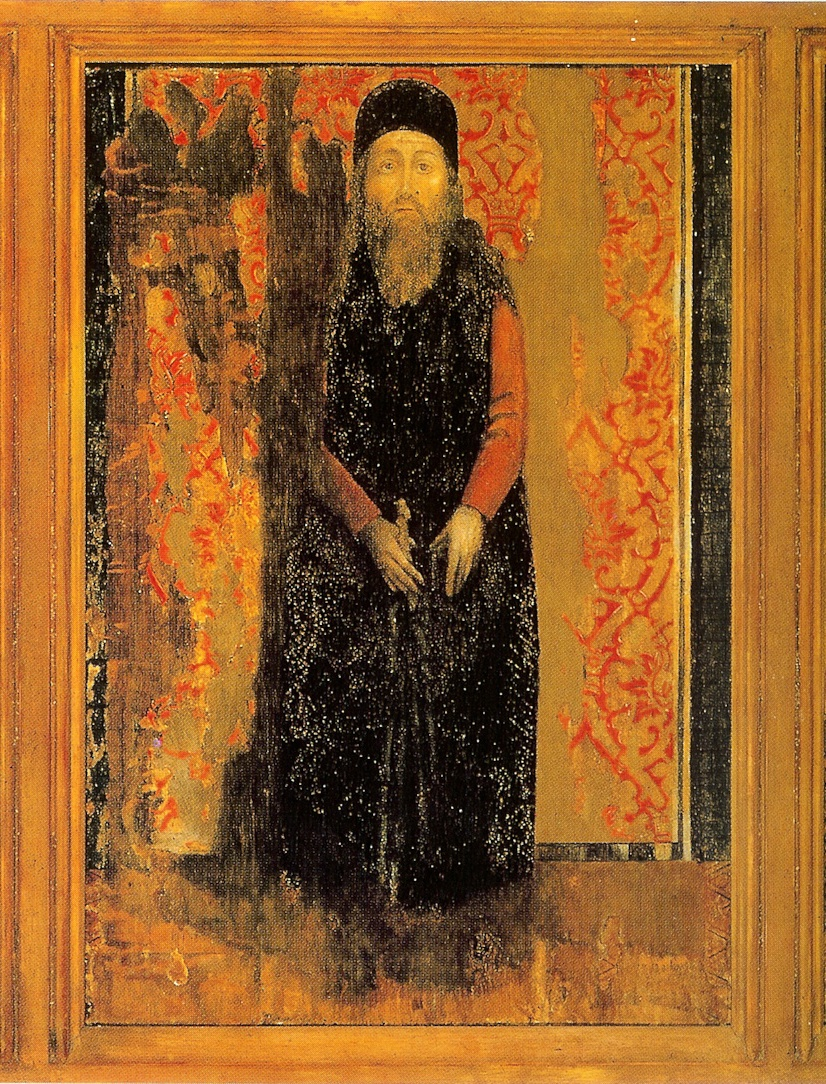
Портрет